# Marston (Cheshire)
Marston è un villaggio e parrocchia civile dell'Inghilterra, appartenente alla contea del Cheshire.